# Альєндеїт
Альєндеїт — рідкісний мінерал з класу оксидів. Альєндеїт був виявлений в невеликому ультравогнетривкому включенні всередині метеорита Альєнде. Це включення було названо ACM-1. Це один з декількох багатих скандієм мінералів, які були знайдені в метеоритах. Альєндеїт має тригональну сингонію, з розрахунковою щільністю 4,84 г/см³. Новий мінерал був знайдений разом з гексамолібденом. Ці мінерали, як вважають, демонструють умови ранніх стадій формування Сонячної системи, як й у випадку багатьох вуглецевих хондритів CV3, таких як метеорит Альєнде, за назвою якого, власне, і названий сам мінерал. Метеорит Альєнде впав в 1969 році біля Пуебліто-де-Альєнде, Чіуауа, Мексика.

## Виникнення
Альєндеїт був знайдений у вигляді нанокристалів в ультравогнетривкому включенні в метеориті Альєнде. Метеорит Альєнде виявився багатим на нові мінерали: протягом майже сорока років він став джерелом для кожного десятого з відомих на даний час метеоритних мінералів. Цей вуглецевий хондрит був найбільшим з будь-коли знайдених на Землі, і його називають найкраще вивченим метеоритом в історії. Включення було можливо дослідити тільки за допомогою електронної мікроскопії. Зразок був діаметром один сантиметр і був доручений Національному музею природної історії Смітсонівського інституту з каталожним номером USNM7554. Одним з досліджених кристалів є одиничний зразок розміром 15 x 25 мкм з включеним перовськіту, різними осміє-іридіє-молібденово-вольфрамовими сплавами, а також тазераніту, стабілізованого скандієм. Фактично весь альєндеїт контактував з перовськітом. Зернам властивий ідіоморфізм, без спостережуваних кристалічних форм або двійникування.

## Значення
У метеоритах, серед іншого, були знайдені різні багаті на скандій мінерали: девісіт, паньгуїт, кангіт, тажераніт, тортвейтит, і ерінгаїт. З них альєндеїт є найбагатшим на скандій, причому тільки претуліт містить значно більше скандію.

## Зовнішній вигляд
Колір, риска, блиск, твердість, міцність, спайність, злам, густина і показник заломлення дослідити було неможливо, оскільки розмір зерна був занадто малий, а ділянка з мінералом була оптично товстою.